# Marcus Popp
Marcus Popp (Chemnitz, 23 settembre 1981) è un pallavolista e giocatore di beach volley tedesco.
Gioca nel ruolo di schiacciatore.

## Carriera
Crebbe sportivamente a Parigi, con l'Association Sportive Messine. Esordì nella 1. Bundesliga nel 2001, con la maglia del VV Lipsia; nel 2003 fu ingaggiato dal Verein für Bewegungsspiele Friedrichshafen, con cui vinse il campionato nazionale tedesco del 2005. Alla fine di quella stagione venne ingaggiato dall'Acqua Paradiso Gabeca Montichiari.
Per la stagione 2005-06 giocò con la Salento d'Amare Taviano, con cui vinse una Coppa Italia di Serie A2. Nel 2006-07 esordì in A1, con Montichiari. Vestì poi le maglie di BluVolley Verona e Yoga Forlì. Recentemente è stato ingaggiato dalla Copra Atlantide Piacenza.
Nell'estate 2012 lascia l'Italia perché acquistato dalla squadra del Tours, campione di Francia, la quale, grazie anche alle sue prestazioni, riconferma il titolo.
La sua avventura oltre le Alpi finisce però subito perché nell'estate 2013 approda nel campionato turco.
È anche giocatore di beach volley; in questa competizione, nel 2003 vinse la medaglia d'argento all'Europeo Under-23 e nel 2005 conquistò il Challenger FIVB di Cagliari in coppia con Kay Matysik.

## Palmarès

### Club
- Campionato tedesco: 1

2004-05
- Campionato francese: 1

2012-13
- Coppa di Francia: 1

2012-13
- Supercoppa francese: 1

2012
- Coppa Italia di Serie A2: 1

2005-06